# Sorex ugyunak
Sorex ugyunak är en däggdjursart som beskrevs av Anderson och Rand 1945. Sorex ugyunak ingår i släktet Sorex och familjen näbbmöss. IUCN kategoriserar arten globalt som livskraftig. Inga underarter finns listade i Catalogue of Life.
Denna näbbmus förekommer i norra Kanada och i Alaska. Den vistas där i tundran med halvgräs, dvärgvide och några småväxta björkar.
Arten blir med svans 7,5 till 10,5 cm lång, svanslängden är 2,0 till 3,0 cm och vikten är 3 till 5 g. Djuret har en mörkbrun rygg samt ljusare kroppssidor och buk med en tydlig gräns mellan båda färgvarianter. Den mörka delen på ryggen liknar en mörk strimma. Även största delen av svansen är uppdelad i en mörk ovansida samt en vitaktig undersida. Endast svansspetsen är enhetlig mörk. Hos ungar är skillnaden mellan färgerna inte lika framträdande.
Antagligen består födan främst av ryggradslösa djur. Sorex ugyunak äter även mat som människor lämnade obevakade och kadaver.